# Квалификације за Светско првенство у фудбалу 2018 — УЕФА група Г
Група Г европских квалификација за Светско првенство у фудбалу 2018. се састојала од 6 репрезентација: Шпанија, Италија, Албанија, Израел, Македонија и Лихтенштајн.
Репрезентација Шпаније је као првопласирана репрезентација изборила директан пласман на првенство, док је Италија као другопласирана репрезентација отишла у бараж.

## Табела
| Легенда                                           |
| ------------------------------------------------- |
| Репрезентација која се квалификује у првом кругу  |
| Репрезентација која иде у бараж након првог круга |

| Табела групе Г | Табела групе Г | Табела групе Г | Табела групе Г | Табела групе Г | Табела групе Г | Табела групе Г | Табела групе Г | Табела групе Г | Табела групе Г |  |         |         |          |        |                    |             |  | Домаћи | Домаћи | Домаћи | Домаћи | Домаћи | Домаћи | Домаћи | Гости | Гости | Гости | Гости | Гости | Гости | Гости |
|                | Репрезентација | И              | Д              | Н              | И              | ДГ             | ПГ             | ГР             | Бод.           |  | Шпанија | Италија | Албанија | Израел | Северна Македонија | Лихтенштајн |  | И      | Д      | Н      | И      | ДГ     | ПГ     | Бод.   | И     | Д     | Н     | И     | ДГ    | ПГ    | Бод.  |
| 1.             | Шпанија        | 10             | 9              | 1              | 0              | 36             | 3              | +33            | 28             |  | -       | 3:0     | 3:0      | 4:1    | 4:0                | 8:0         |  | 5      | 5      | 0      | 0      | 22     | 1      | 15     | 5     | 4     | 1     | 0     | 14    | 2     | 13    |
| 2.             | Италија        | 10             | 7              | 2              | 1              | 21             | 8              | +13            | 23             |  | 1:1     | -       | 2:0      | 1:0    | 1:1                | 5:0         |  | 5      | 3      | 2      | 0      | 10     | 2      | 11     | 5     | 4     | 0     | 1     | 11    | 6     | 12    |
| 3.             | Албанија       | 10             | 4              | 1              | 5              | 10             | 13             | -3             | 13             |  | 0:2     | 0:1     | -        | 0:3    | 2:1                | 2:0         |  | 5      | 2      | 0      | 3      | 4      | 7      | 6      | 5     | 2     | 1     | 2     | 6     | 6     | 7     |
| 4.             | Израел         | 10             | 4              | 0              | 6              | 10             | 15             | -5             | 12             |  | 0:1     | 1:3     | 0:3      | -      | 0:1                | 2:1         |  | 4      | 1      | 0      | 3      | 3      | 8      | 3      | 5     | 3     | 0     | 2     | 7     | 6     | 9     |
| 5.             | Македонија     | 10             | 3              | 2              | 5              | 15             | 15             | 0              | 11             |  | 1:2     | 2:3     | 1:1      | 1:2    | -                  | 4:0         |  | 5      | 1      | 1      | 3      | 9      | 8      | 4      | 5     | 2     | 1     | 2     | 6     | 7     | 7     |
| 6.             | Лихтенштајн    | 10             | 0              | 0              | 10             | 1              | 39             | -38            | 0              |  | 0:8     | 0:4     | 0:2      | 0:1    | 0:3                | -           |  | 5      | 0      | 0      | 5      | 0      | 18     | 0      | 5     | 0     | 0     | 5     | 1     | 21    | 0     |

## Резултати
| Албанија              | 2:1                         | Македонија   |
| --------------------- | --------------------------- | ------------ |
| Садику 9’ · Балај 89’ | Детаљи (FIFA) Детаљи (UEFA) | Алијоски 51’ |

| Израел   | 1:3                         | Италија                                      |
| -------- | --------------------------- | -------------------------------------------- |
| Хајм 35’ | Детаљи (FIFA) Детаљи (UEFA) | Пеле 14’ · Кандрева 31’ (пен.) · Имобиле 83’ |

| Шпанија                                                                               | 8:0                         | Лихтенштајн |
| ------------------------------------------------------------------------------------- | --------------------------- | ----------- |
| Коста 10’, 66’ · Роберто 55’ · Силва 59’, 90+1’ · Витоло 60’ (пен.) · Мората 82’, 83’ | Детаљи (FIFA) Детаљи (UEFA) |             |

| Италија            | 1:1                         | Шпанија    |
| ------------------ | --------------------------- | ---------- |
| Де Роси 82’ (пен.) | Детаљи (FIFA) Детаљи (UEFA) | Витоло 55’ |

| Лихтенштајн | 0:2                         | Албанија                    |
| ----------- | --------------------------- | --------------------------- |
|             | Детаљи (FIFA) Детаљи (UEFA) | Јехле 12’ (аг.) · Балај 71’ |

| Македонија      | 1:2                         | Израел                   |
| --------------- | --------------------------- | ------------------------ |
| Несторовски 63’ | Детаљи (FIFA) Детаљи (UEFA) | Хемед 25’ · Бен Хаим 43’ |

| Израел        | 2:1                         | Лихтенштајн |
| ------------- | --------------------------- | ----------- |
| Хемед 4’, 16’ | Детаљи (FIFA) Детаљи (UEFA) | Гепел 49’   |

| Албанија | 0:2                         | Шпанија                |
| -------- | --------------------------- | ---------------------- |
|          | Детаљи (FIFA) Детаљи (UEFA) | Коста 55’ · Нолито 63’ |

| Македонија                   | 2:3                         | Италија                         |
| ---------------------------- | --------------------------- | ------------------------------- |
| Несторовски 57’ · Хасани 59’ | Детаљи (FIFA) Детаљи (UEFA) | Белоти 24’ · Имобиле 75’, 90+2’ |

| Албанија | 0:3                         | Израел                                       |
| -------- | --------------------------- | -------------------------------------------- |
|          | Детаљи (FIFA) Детаљи (UEFA) | Захави 18’ (пен.) · Еинбиндер 66’ · Атар 84’ |

| Лихтенштајн | 0:4                         | Италија                                      |
| ----------- | --------------------------- | -------------------------------------------- |
|             | Детаљи (FIFA) Детаљи (UEFA) | Белоти 11’, 44’ · Имобиле 12’ · Кандрева 32’ |

| Шпанија                                                     | 4:0                         | Македонија |
| ----------------------------------------------------------- | --------------------------- | ---------- |
| Велковски 34’ (аг.) · Витоло 63’ · Монреал 84’ · Адуриз 85’ | Детаљи (FIFA) Детаљи (UEFA) |            |

| Италија                          | 2:0                         | Албанија |
| -------------------------------- | --------------------------- | -------- |
| Де Роси 12’ (пен.) · Имобиле 80’ | Детаљи (FIFA) Детаљи (UEFA) |          |

| Лихтенштајн | 0:3                         | Македонија                         |
| ----------- | --------------------------- | ---------------------------------- |
|             | Детаљи (FIFA) Детаљи (UEFA) | Николов 43’ · Несторовски 68’, 73’ |

| Шпанија                                         | 4:1                         | Израел       |
| ----------------------------------------------- | --------------------------- | ------------ |
| Силва 13’ · Витоло 45+1’ · Коста 51’ · Иско 88’ | Детаљи (FIFA) Детаљи (UEFA) | Рефаелов 76’ |

| Израел | 0:3                         | Албанија                      |
| ------ | --------------------------- | ----------------------------- |
|        | Детаљи (FIFA) Детаљи (UEFA) | Садику 22’, 44’ · Мемушај 71’ |

| Италија                                                                 | 5:0                         | Лихтенштајн |
| ----------------------------------------------------------------------- | --------------------------- | ----------- |
| Инсиње 35’ · Белоти 52’ · Едер 75’ · Бернардески 83’ · Габијадини 90+1’ | Детаљи (FIFA) Детаљи (UEFA) |             |

| Македонија    | 1:2                         | Шпанија               |
| ------------- | --------------------------- | --------------------- |
| Ристовски 66’ | Детаљи (FIFA) Детаљи (UEFA) | Силва 15’ · Коста 27’ |

| Албанија             | 2:0                         | Лихтенштајн |
| -------------------- | --------------------------- | ----------- |
| Роши 54’ · Аголи 78’ | Детаљи (FIFA) Детаљи (UEFA) |             |

| Израел | 0:1                         | Македонија |
| ------ | --------------------------- | ---------- |
|        | Детаљи (FIFA) Детаљи (UEFA) | Пандев 73’ |

| Шпанија                    | 3:0                         | Италија |
| -------------------------- | --------------------------- | ------- |
| Иско 14’, 40’ · Мората 77’ | Детаљи (FIFA) Детаљи (UEFA) |         |

| Италија     | 1:0                         | Израел |
| ----------- | --------------------------- | ------ |
| Имобиле 53’ | Детаљи (FIFA) Детаљи (UEFA) |        |

| Лихтенштајн | 0:8                         | Шпанија                                                                              |
| ----------- | --------------------------- | ------------------------------------------------------------------------------------ |
|             | Детаљи (FIFA) Детаљи (UEFA) | Рамос 3’ · Мората 15’, 54’ · Иско 16’ · Силва 39’ · Аспас 51’, 63’ · Гепел 89’ (аг.) |

| Македонија            | 1:1                         | Албанија |
| --------------------- | --------------------------- | -------- |
| Трајковски 78’ (пен.) | Детаљи (FIFA) Детаљи (UEFA) | Роши 53’ |

| Италија     | 1:1                         | Македонија     |
| ----------- | --------------------------- | -------------- |
| Кјелини 40’ | Детаљи (FIFA) Детаљи (UEFA) | Трајковски 77’ |

| Лихтенштајн | 0:1                         | Израел   |
| ----------- | --------------------------- | -------- |
|             | Детаљи (FIFA) Детаљи (UEFA) | Тиби 22’ |

| Шпанија                                | 3:0                         | Албанија |
| -------------------------------------- | --------------------------- | -------- |
| Родриго 16’ · Иско 24’ · Алкантара 27’ | Детаљи (FIFA) Детаљи (UEFA) |          |

| Албанија | 0:1                         | Италија      |
| -------- | --------------------------- | ------------ |
|          | Детаљи (FIFA) Детаљи (UEFA) | Кандрева 73’ |

| Израел | 0:1                         | Шпанија        |
| ------ | --------------------------- | -------------- |
|        | Детаљи (FIFA) Детаљи (UEFA) | Иљараменди 76’ |

| Македонија                                           | 4:0                         | Лихтенштајн |
| ---------------------------------------------------- | --------------------------- | ----------- |
| Муслију 36’ · Трајковски 38’ · Барди 67’ · Адеми 69’ | Детаљи (FIFA) Детаљи (UEFA) |             |

## Стрелци
6 голова
| - Чиро Имобиле |

5 голова
| - Алваро Мората - Давид Силва | - Дијего Коста | - Иско |

4 гола
| - Андреа Белоти | - Илија Несторовски | - Витоло |

3 гола
| - Армандо Садику - Томер Хемед | - Антонио Кандрева | - Александар Трајковски |

2 гола
| - Беким Балај - Одисе Роши | - Тал Бен Хаим - Данијеле де Роси | - Јаго Аспас |

1 гол
| - Анси Агољи - Ледијан Мемушај - Дан Еинбиндер - Ејтан Тиби - Елиран Атар - Еран Захави - Лиор Рефаелов - Грацијано Пеле - Ђорђо Кјелини - Едер | - Лоренцо Инсиње - Маноло Габијадини - Федерико Бернардески - Максимилијан Гепел - Аријан Адеми - Бобан Николов - Висар Муслиу - Горан Пандев - Езђан Алиоски - Енис Барди | - Стефан Ристовски - Ферхан Хасани - Ариц Адуриз - Асиер Иљараменди - Начо Монреал - Нолито - Родриго Морено Мачадо - Серхи Роберто - Серхио Рамос - Тијаго Алкантара |

Аутогол
| - Максимилијан Гепел (против Шпаније) - Петер Јеле (против Албаније) | - Дарко Велковски (против Шпаније) |